# Mai 1991

## Évènements du mois de mai 1991

### Mercredi1ermai 1991
- Vatican : publication de la troisième encyclique sociale du pape Jean-Paul II, Centesimus annus, qui conclut à la défaite du communisme, tout en refusant d'y voir la victoire du capitalisme.

### Mardi7 mai 1991
- Yougoslavie : le ministre yougoslave de la défense déclare que son pays se trouve dans une situation de guerre civile.

### Mercredi8 mai 1991
- Égypte : le président Hosni Moubarak annonce le retrait des forces égyptiennes du Koweït et de l’Arabie saoudite.
- Guinée-Bissau :  instauration du multipartisme  en Guinée-Bissau[1].

### Dimanche12 mai 1991
- Croatie : référendum dans la province serbe de Krajina (Croatie) pour le maintien dans la Yougoslavie. La « région autonome serbe de Krajina » proclame, sur la base de ce référendum, son rattachement à la Serbie, bien que la Bosnie-Herzégovine se trouve entre les deux.
- Formule 1 : Grand Prix automobile de Monaco.

### Mercredi15 mai 1991
- Yougoslavie : la présidence yougoslave tournante revient au délégué croate, Stjepan Mesic. Le bloc serbe s’y oppose violemment, provoquant une crise institutionnelle qui servira de prétexte aux Serbes pour s’arroger le contrôle de l’armée fédérale.
- France : démission de Michel Rocard et nomination de Édith Cresson, première femme Première ministre

### Samedi18 mai 1991
- Somalie : l’ancien Somaliland déclare unilatéralement son indépendance. Début de la Guerre des clans (1991-1996).

### Mardi21 mai 1991
- États-Unis : la Chambre des représentants demande que les effectifs américains en Europe soient ramenés de 250 000 à 100 000 hommes en 1995.
- Éthiopie : le colonel Mengistu Haile Mariam abandonne le pouvoir après la victoire des rebelles érythréens et tigréens contre l’armée régulière.
- Inde : Rajiv Gandhi est assassiné pendant la campagne électorale par des Tamouls.
- Union soviétique : le Soviet suprême vote un projet de loi libéralisant les voyages à l'étranger et l'émigration.

### Mardi28 mai 1991
- Éthiopie : Meles Zenawi, du Front démocratique révolutionnaire du peuple éthiopien, est élu président démocratiquement.
- Pologne : ouverture à Cracovie, d'un symposium de la Conférence sur la Sécurité et la Coopération en Europe (CSCE) sur le patrimoine culturel. (jusqu'au 7 juin).

### Vendredi31 mai 1991
- Rwanda : constitution instituant le multipartisme au Rwanda[2]

## Naissances
- 1er mai : Zach Vincej, joueur de baseball américain.
- 2 mai : Dadju, chanteur de RnB français.
- 11 mai : Pablo Hernández Rivera, homme politique portoricain et commissaire résident depuis 2025.
- 12 mai : 
  - Martyna Mikołajczak, rameuse d'aviron polonaise.
  - Larisa Pankova, coureuse cycliste russe.
- 13 mai : 
  - Mohamed Yacine Athmani, footballeur algérien.
  - Francis Coquelin, footballeur français.
  - Aaron Doran, footballeur irlandais.
  - Joe Mason, footballeur irlandais.
  - Junior Messias, footballeur brésilien.
  - Alan Patrick, footballeur brésilien.
  - Gabriel Silva, footballeur brésilien.
- 19 mai : Moses Sumney, chanteur américain.
- 20 mai : Bastian Baker, chanteur suisse.
- 21 mai : Sarah Ramos, actrice américaine.
- 22 mai : Suho, chanteur et acteur sud-coréen et leader du boys band EXO.
- 28 mai : Alexandre Lacazette, footballeur français.

## Décès
- 1er mai : Richard Thorpe, réalisateur américain (° 24 février 1896).
- 3 mai : Jerzy Kosiński, écrivain américain d'origine polonaise (° 18 juin 1933).
- 15 mai : Amadou Hampâté Bâ, écrivain malien (° 1900 ou 1901).
- 16 mai : Nicolás Pérez González, chanteur et compositeur paraguayen (° 6 décembre 1927).
- 17 mai : Jean-Charles Snoy et d'Oppuers, homme politique belge (° 2 juillet 1907).
- 23 mai : Jean Van Houtte, homme politique belge (° 17 mars 1907).
- 26 mai : José Caballero, poète espagnol (° 11 juin 1915).
- 30 mai : Lafayette G. Pool, tankiste de renommée américain (° 23 juillet 1919)